# سباستین استولزه
سباستین استولزه (انگلیسی: Sebastian Stolze؛ زادهٔ ۲۹ ژانویهٔ ۱۹۹۵) بازیکن فوتبال اهل آلمان است که در پست مهاجم بازی می‌کند.
از باشگاه‌هایی که در آن بازی کرده‌است می‌توان به باشگاه فوتبال وولفسبورگ، باشگاه فوتبال هانوفر ۹۶، باشگاه فوتبال یان رگنسبورگ، و باشگاه فوتبال قوت-وایس ارفورت اشاره کرد.
وی همچنین در تیم‌های ملی فوتبال جوانان آلمان، و جوانان آلمان، بازی کرده‌است.